# 東脊振トンネル
東脊振トンネル（ひがしせふりトンネル）は、佐賀県神埼郡吉野ヶ里町にある道路トンネルである。愛称は「さざんかロード」。佐賀県道路公社が管理する有料道路。

## 概要
国道385号の難所である坂本峠の迂回路として計画された東脊振バイパス（全長約7 km）の中核をなすトンネルである。東脊振バイパスは、現道（一般道路部分、坂本峠）における積載量規制（2 t）や幅員狭小（3.0 m）、大型車通行困難、冬季通行規制などさまざまな通行障害の解消を目的に整備された。バイパスのうちトンネルおよび周辺区間のみ一般有料道路として佐賀県道路公社によって管理されている。東脊振バイパスの福岡県那珂川市側には五ヶ山バイパスが接続する。
軽車両や歩行者の通行は可能である。

### 路線データ

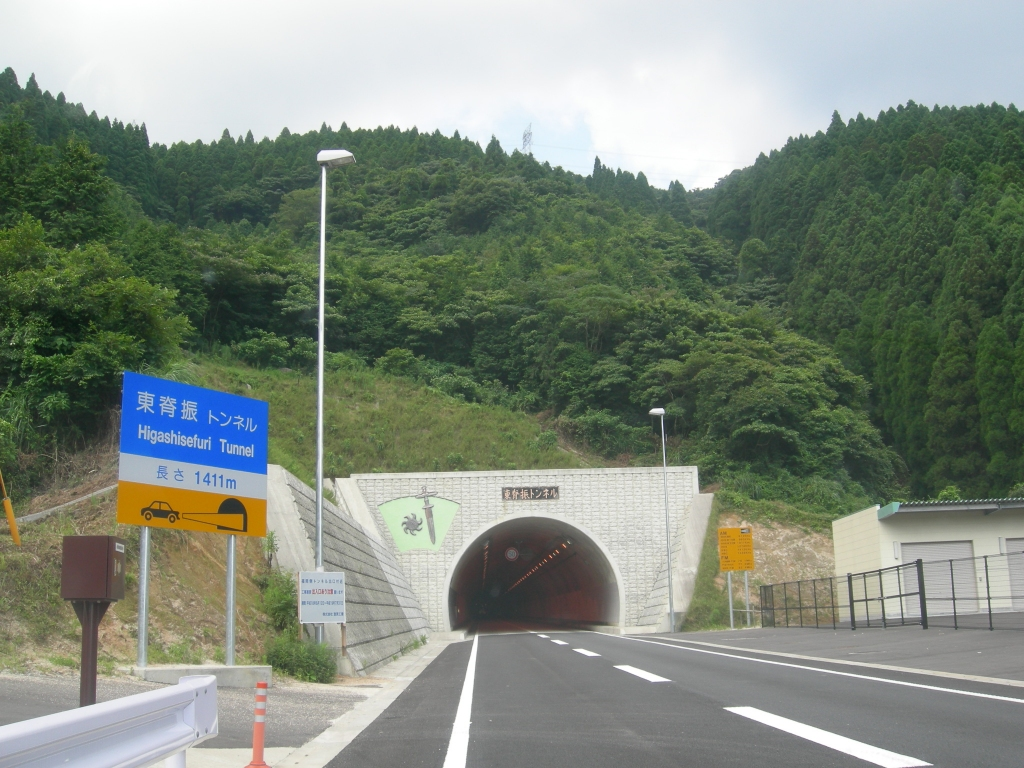
東脊振トンネル

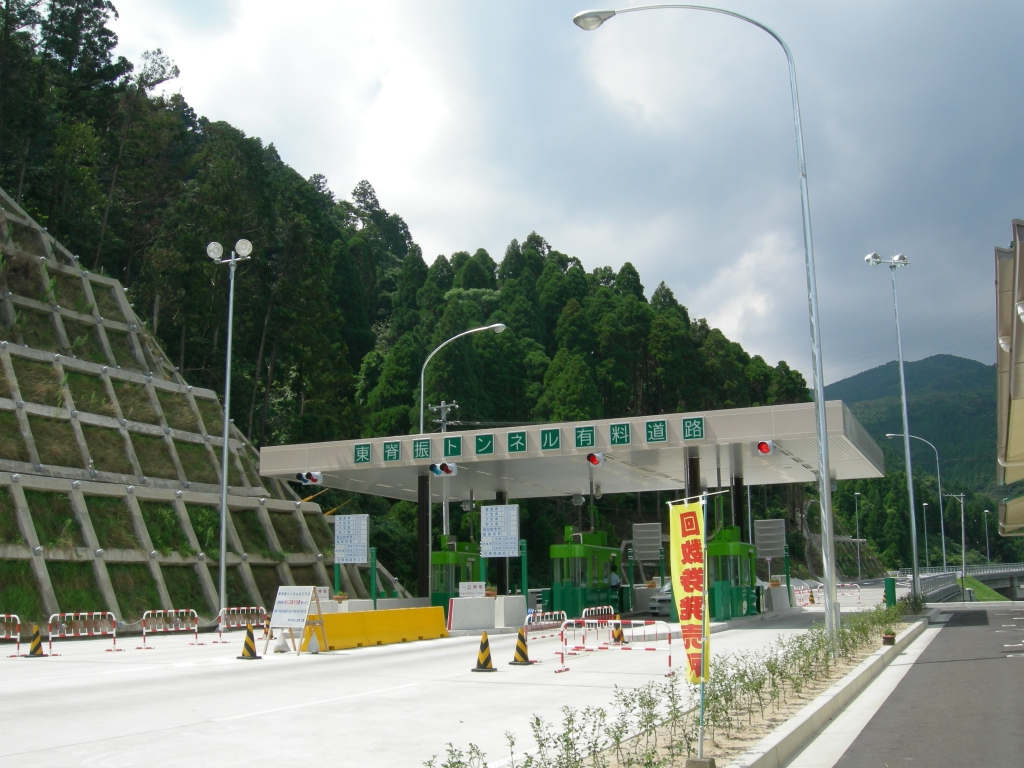
東脊振トンネル本線料金所

- 起点：佐賀県神埼郡吉野ヶ里町松隈
- 終点：佐賀県神埼郡吉野ヶ里町松隈
- 全長：2.15 km（トンネル自体は1.41 km）
- 規格：第3種第3級
- 道路幅員：一般部 8.0 m、トンネル部 7.0 m
- 車線数：2車線
- 車線幅員：3.0 m
- 設計速度：50 km/h
- 事業費：約46億円

## 沿革
- 1975年度（昭和50年度）：東脊振バイパスの事業化。
- 2002年度（平成14年度）：着工。
- 2004年（平成16年）2月19日：東脊振トンネル貫通。
- 2006年（平成18年）3月21日：供用開始。
- 2019年（令和元年）10月1日：消費税率変更に伴い、通行料金を普通車310円→320円、中型車360円→370円、大型車510円→520円、特大車870円→890円に改定[1]。

## 通行料金
通行料金はいずれも三瀬トンネルと同額である。回数券も三瀬トンネルと共用である。
| 区分       | 料金  |
| ---------- | ----- |
| 普通車     | 320円 |
| 中型車     | 370円 |
| 大型車     | 520円 |
| 特大車     | 890円 |
| 軽自動車等 | 250円 |
| 軽車両等   | 30円  |

## 道の駅
- 吉野ヶ里

道の駅は料金所の以南にあるため、東脊振IC方面から同施設へ向かう場合は無料である。